# Holasice
Holasice (en allemand : Holasitz) est une commune du district de Brno-Campagne, dans la région de Moravie-du-Sud, en République tchèque. Sa population s'élevait à 1 222 habitants en 2020.

## Géographie
Holasice se trouve à 2 km au sud de Rajhrad, à 14 km au sud de Brno et à 193 km au sud-est de Prague.
La commune est limitée par Rajhrad au nord et à l'est, par Blučina au sud-est, par Vojkovice au sud et au sud-ouest, et par Sobotovice et Syrovice à l'ouest.

## Histoire
La première mention écrite de la localité date de 1349.